# ГЕС Hemsil I
ГЕС Hemsil I - гідроелектростанція у південній частині Норвегії, за півтори сотні кілометрів на північний захід від Осло. Знаходячись перед ГЕС Hemsil II, становить перший ступінь бічної гілки каскаду у сточищі Hallingdalsvassdraget – річково-озерного ланцюжку, основну ланку якого складає річка Hallingdalselva, котра впадає праворуч у Драмменсельву (дренується до Drammensfjorden – затоки Осло-фіорду).
В межах проекту на річці Lauvdola (права притока Hemsil, котра в свою чергу є лівою притокою Hallingdalselva) звели кам’яно-накидну греблю висотою 30 метрів та довжиною 800 метрів, яка потребувала 580 тис м3 матеріалу. Вона підняла рівень води у озерах Flaevatn та Gynnosvatnet і перетворила їх у єдине сховище з корисним об’ємом 204 млн м3, що досягається коливанням рівня поверхні в діапазоні 20 (Flaevatn) та 13 (Gynnosvatnet) метрів. Можливо відзначити, що у 2010-х роках розпочали проект з підсилення греблі Flaevatn шляхом підсипки зі сторони верхнього та нижнього б’єфу 200 тисяч м3 матеріалу.   
З водосховища виходить дериваційний тунель довжиною 15 км з перетином 12 м2, який прямує по правобережжю Hemsil та приймає на своєму шляху додатковий ресурс  з водозаборів на Fagerdola (права притока Lauvdola) та Dirgja (притока Hemsil). 
Машинний зал обладнаний двома турбінами типу Френсіс потужністю по 35 МВт, які працюють при напорі у 540 метрів (дуже великий та нетиповий для цього виду турбін) та забезпечують виробництво 293 млн кВт-год електроенергії на рік.
Відпрацьована вода по відвідному тунелю довжиною біля 3,5 км потрапляє до Hemsil.